# Mukarrib
« Mukarrib » est un titre utilisé par les monarques des royaumes antiques du Yémen qui signifie l'Unificateur. C'est un titre prestigieux et convoité employé par les monarques des royaumes de Qataban, Royaume de Saba, Himyar, Hadramaout, Awsân. Seuls ceux qui surent s'imposer durablement sur l'ensemble de la région sudarabique usèrent du titre. 